# Пекер, Жан-Клод
Жан-Клод Пеке́р (фр. Jean-Claude Pecker; 10 мая 1923 — 20 февраля 2020) — французский астроном.
Член Французской академии наук (1977; корреспондент с 1969).

## Биография
Родился в Реймсе, внук Жозефа Хермана (1855—1929) — раввина Валансьена и позже Реймса. Родители — Виктор Пекер (1894—1944) и Катрина Херман (1892—1944) — были 30 мая 1944 года депортированы через Дранси в концентрационный лагерь Освенцим и убиты по прибытии. Их сын, в это время студент лицея Мишеля Монтеня в Бордо, находился в укрытии.
Образование получил в Гренобльском университете и Высшей нормальной школе в Париже. В 1946—1952 годах работал в Национальном центре научных исследований, в 1952—1955 годах преподавал физику в университете Клермон-Феррана. В 1955—1965 годах — сотрудник Парижской обсерватории, в 1962—1969 годах — директор обсерватории в Ницце. С 1964 года — профессор теоретической астрофизики Коллеж де Франс, в 1971—1978 годах — также директор Астрофизического института Национального центра научных исследований в Париже. 
Основные труды в области физики звёздных атмосфер, околозвёздных оболочек и межзвёздной среды, эволюции галактик и космологии. В большом цикле работ по физике звёздных атмосфер рассмотрел различные вопросы теории переноса излучения, образования непрерывного и линейчатого спектров, влияние покровного эффекта линий поглощения на строение фотосферы Солнца; исследовал проблемы образования линий поглощения в отсутствие локального термодинамического равновесия (ЛТР) в атмосферах звёзд и оценил степень отклонения от ЛТР в солнечной атмосфере; построил модели атмосфер звёзд разных спектральных классов. На основе этих теоретических исследований дал интерпретацию спектральных особенностей различных типов нормальных и пекулярных звёзд. Выполнил расчёты моделей протозвёздных облаков с целью изучения эволюции этих облаков и образования из них околозвёздных оболочек. Изучил физические процессы в околозвёздной пыли и межзвёздной среде; рассмотрел взаимодействие излучения с межзвёздными пылью и газом и влияние этого фактора на эволюцию Галактики. Совместно с Ж. П. Вижье и другими разрабатывал теорию некосмологического красного смещения линий в спектрах различных небесных тел (Солнца, звёзд, квазаров, галактик), объясняя его неупругим взаимодействием между фотонами с ненулевой массой. Автор учебника «Общая астрофизика» (совместно с Э. Шацманом, 1959) и научно-популярной книги «Экспериментальная астрономия» (1969), рус. пер. 1973).
Генеральный секретарь Международного астрономического союза (1964—1967), президент французского Национального комитета по астрономии (1970—1973), президент Французского астрономического общества (1973—1976), член-корреспондент Бюро долгот в Париже, член Бельгийской королевской академии наук, словесности и изящных искусств (1980).
Лауреат премии Жюля Жансена Французского астрономического общества (1967) и премии Ж. Б. Перрена Французского физического общества (1974).
Умер 20 февраля 2020 года.

## Публикации

### На русском языке
- Пекер Ж.-К. Экспериментальная астрономия / Пер. с франц. В. М. Рудакова. Под ред. А. А. Орлова. — М.: Мир, 1973.

### На французском языке
- Le Ciel, Ed. Delpire et Hennann, 1959,1972
- L’Astronomie au jour le jour (avec Paul Couderc et Évry Schatzman), Gauthier Villars, 1954
- Astrophysique générale (avec Évry Schatzman), Masson, 1959
- Astronomie expérimentale, PUF, 1969
- Laboratoires spatiaux, PUF, 1969
- L’Astronomie nouvelle, (directeur,) Hachette, 1971
- Papa, dis-moi, l’astronomie qu’est-ce que c’est ?, Ophrys 1971, Palais de la Découverte, 1981
- Clefs pour l’Astronomie, Seghers, 1981
- Sous l'Étoile Soleil, Fayard, 1984
- Astronomie Flammarion, (directeur), Flammarion, 1986
- Pour comprendre l’Univers, (avec Delsemme et Hubert Reeves), Flammarion, 1990
- L’avenir du Soleil, Hachette, 1990
- Le Promeneur du Ciel, Stock, 1992
- Le Soleil est une étoile, Explora-CSI, 1992
- L’univers exploré peu à peu expliqué, Odile Jacob, 2004
- La photographie astronomique, Delpire-Presse Pocket, 2004
- Current Issues in Cosmology, (directeur de l’ouvrage avec Jayant Narlikar), Cambridge University Press, Cambridge, UK & New York, 2006
- Lalande : Lettres à Madame du Pierry et au juge Honoré Flaugergues, édition de Simone Dumont et Jean-Claude Pecker, Librairie Philosophique J. Vrin, 2007
- Préface de Jean-Claude Pecker : La méridienne de France, Pierre Bayart, coll. acteurs de la science, 2007, édition l’Harmattan